# Gosań (wzgórze)
Gosań (do 1945 niem. Gosan Berg) – wzniesienie na polskim wybrzeżu o wysokości 93,4 m n.p.m., położone na wyspie Wolin, bezpośrednio nad Morzem Bałtyckim.
Na południe od wzgórza znajdowała się niegdyś miejscowość Gosań, którą zniesiono 1 stycznia 2011.

## Charakterystyka
Znajduje się na terenie Wolińskiego Parku Narodowego i jest jednym z czterech punktów widokowych Parku. Wzgórze znajduje się ok. 4 km na północny wschód od Międzyzdrojów, przy drodze wojewódzkiej nr 102, na odcinku Międzyzdroje-Dziwnów. Rozciąga się stąd widok na Zatokę Pomorską.

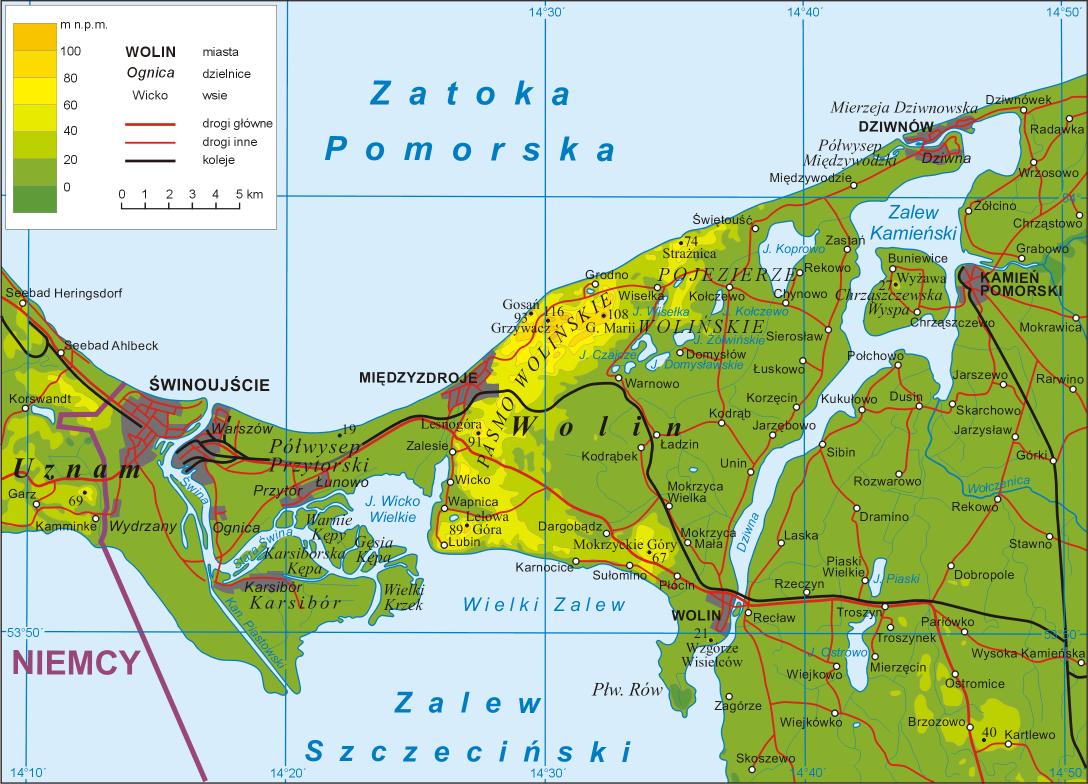
Mapa wyspy Wolin z zaznaczonym Gosanią

Wzgórze reprezentuje typ klifu abrazyjnego osypiskowego. Osypujące się piaszczysto-żwirowe zbocze nachylone jest pod kątem zsypu naturalnego. W przypadku zakrzewienia lub zadrzewienia następuje wzmocnienie górnej partii klifu. Jego korona jest wtedy pionowa. Aktywność klifu zależy od siły abrazji. Na podcinające podnóże fale morskie, wysuszający wiatr i spływającą wodę opadową klif reaguje natychmiastowo. Efektem tego są tworzenie się u podnóża stożki nasypowe. Po wypłukaniu z nich piasku pozostają jedynie kamienie.
Około 0,7 km na południowy wschód od Gosani znajduje się najwyższe wzniesienie wyspy Wolin – Grzywacz.
Polską nazwę Gosań wprowadzono urzędowo w 1949 roku, zastępując poprzednią niemiecką nazwę wzgórza – Gosan Berg.
Na wzgórzu znajdują się elementy zbudowanego w latach 50. XX wieku punktu obserwacji dwubocznej nr 319 użytkowanego dawniej przez 17. Baterię Artylerii Stałej Międzyzdroje (Janogród), w skład którego wchodził schron pogotowia załogi oraz wieża obserwacyjna. Nieco na zachód widoczny jest dawny schron OPL Stałego Punktu Radiolokacyjnego nr 326.